# Élections municipales françaises de 1919
Les élections municipales se déroulent en France les 30 novembre et 7 décembre 1919.

## Contexte
Le calendrier électoral normal, interrompu par la Première Guerre mondiale, prévoyait des élections municipales en 1916 pour renouveler les conseils municipaux élus lors des élections municipales de 1912. Un nouveau calendrier électoral est défini après l’armistice par le gouvernement Georges Clemenceau.

## L'élection dans les grandes villes
Paris 
- 1er arr. 
  - Saint-Germain-l'Auxerrois : Ferdinand Le Menuet (Républicain National)
  - Palais-Royal : M. Levée (Républicain)
  - Halles : Maurice Quentin (Républicain de gauche)
  - Place Vendôme : M. Lefébure (Bloc national républicain)

- 2e arr.
  - Gaillon : M. Aucoc (Républicain libéral)
  - Vivienne : M. Béquet (Républicain de gauche)
  - Mail : M. Bellan (Alliance démocratique)
  - Bonne-Nouvelle : M. Rébeillard (Radical)

- 3e arr.
  - Arts-et-Métiers : M. Fiant (Radical)
  - Enfants-Rouges : Louis Dausset (Alliance démocratique)
  - Archives : M. Achille (Radical)
  - Sainte-Avoye : M. Peuch (Radical)

- 4e arr.
  - Saint-Merri : M. Le Corbeiller (Républicain socialiste anti-collectiviste)
  - Saint-Gervais : M. Riotor (Alliance démocratique)
  - Arsenal : Florent Matter (Républicain démocrate)
  - Notre-Dame : M. Lemarchand (Alliance démocratique)

- 5e arr.

- - Saint-Victor : Albert Bérard (Républicain démocrate)
  - Jardin des Plantes : Paul Fleurot (Socialiste indépendant)
  - Val-de-Grâce : M. de Clercq (Républicain libéral)
  - Sorbonne : M. Robaglia (Alliance démocratique)

- 6e arr.

- - Monnaie : M. Lalou (Républicain indépendant)
  - Odéon : M. Alpy (Libéral)
  - Notre-Dame-des-Champs : Alphonse Deville (Républicain)
  - Saint-Germain-des-Prés : Marcel Héraud (Républicain indépendant)

- 7e arr.

- - Saint-Thomas-d'Aquin : Ambroise Rendu (Libéral)
  - Invalides : M. de Puymaigre (Libéral)
  - École militaire : Jean de Castellane (Républicain libéral)
  - Gros-Caillou : M. Delavenne (Républicain libéral)

- 8e arr.

- - Champs-Élysées : M. Missoffe (Républicain libéral)
  - Roule : M. Guillaumin (Républicain libéral)
  - Madeleine : M. Froment-Meurice (Royaliste)
  - Europe : César Caire (Libéral)

- 9e arr.

- - Saint-Georges : M. Godin (Républicain de gauche)
  - Chaussée d'Antin : Adrien Oudin (Républicain)
  - Faubourg Montmartre : Georges Pointel (Républicain)
  - Rochechouart : M. Lambert (Républicain national)

- 10e arr.

- - Saint-Vincent-de-Paul : M. Beaud (Union républicaine)
  - Porte Saint-Denis : M. Rafignon (Entente républicaine)
  - Porte Saint-Martin : M. Hazaler (Union républicaine)
  - Hôpital Saint-Louis : M. Roélland (Républicain socialiste)

- 11e arr.

- - Folie-Méricourt : M. Fiquet (Union républicaine)
  - Saint-Ambroise : M. Lallemant (Socialiste indépendant)
  - Sainte-Marguerite : M. Chausse (Socialiste unitaire)
  - Roquette : M. Renault (Socialiste unitaire)

- 12e arr.

- - Bel-Air : M. Faure (Radical)
  - Picpus : M. Gachery (Socialiste unitaire)
  - Bercy : Jean Morin (Socialiste unitaire)
  - Quinze-Vingts : M. Le Troquer (Socialiste unitaire)

- 13e arr.

- - Salpêtrière : Docteur Calmels (Socialiste indépendant)
  - Gare : M. Colly (Socialiste unitaire)
  - Maison-Blanche : Henri Rousselle (Radical)
  - Croulebarbe : M. Deslandres (Socialiste unitaire)

- 14e arr.

- - Montparnasse : M. Latour (Alliance démocratique)
  - Santé : M. Hénaffe (Radical-socialiste)
  - Petit-Montrouge : M. Delsol (Radical)
  - Plaisance : M. Grangier (Socialiste unitaire)

- 15e arr.

- - Saint-Lambert : M. Chérioux (Radical-socialiste)
  - Necker : Lionel de Tastes (Républicain de gauche)
  - Grenelle : M. Besombes (Socialiste unitaire)
  - Javel : M. Poiry (Socialiste indépendant)

- 16e arr.

- - Auteuil : M. Laurent (Alliance démocratique)
  - La Muette : M. d'Andigné (Républicain indépendant)
  - Porte-Dauphine : M. Gay (Républicain)
  - Chaillot : M. de Fontenay (Républicain libéral)

- 17e arr.

- - Ternes : M. Jousselin (Libéral)
  - Plaine Monceau : M. Massard (Républicain libéral)
  - Batignolles : M. Denais (Républicain libéral)
  - Épinettes : Frédéric Brunet (Socialiste)

- 18e arr.

- - Grandes-Carrières : Jean Varenne (Socialiste unitaire)
  - Clignancourt : M. Dherbécourt (Socialiste unitaire)
  - Goutte-d'Or : Louis Sellier (Socialiste unitaire)
  - La Chapelle : M. Joly (Socialiste unitaire)

- 19e arr.

- - La Villette : M. Paris (Socialiste unitaire)
  - Combat : M. Fiancette (Socialiste unitaire)
  - Carrières d'Amérique : Emile Desvaux (Radical)
  - Pont-de-Flandre : M. Lhenry (Socialiste unitaire)

- 20e arr.

- - Belleville : M. Luquet (Socialiste unitaire)
  - Saint-Fargeau : M. Teneveau (Socialiste unitaire
  - Père-Lachaise : M. Loyau (Socialiste unitaire)
  - Charonne : Eugène Reisz (Socialiste unitaire)

(source : Archives du journal "Le Temps" consultées sur le site Gallica (Bibliothèque Nationale de France).

### Bobigny
Résultats
- Premier tour

|                     | Liste              | Résultats |
| Jean-Marie Clamamus | SFIO puis SFIC/PCF | 57,41 %   |
|                     | AD                 | 42,58 %   |

### Le Havre
| Tête de liste                                         | Tête de liste | Liste     | Premier tour | Second tour | Sièges |
| Tête de liste                                         | Tête de liste | Liste     | %            | %           | CM     |
| ----------------------------------------------------- | ------------- | --------- | ------------ | ----------- | ------ |
|                                                       | Léon Meyer    | PRRRS     | 35,26        | 57,19       | 36     |
| Liste Meyer                                           |               |           | 35,26        | 57,19       | 36     |
|                                                       | Louis Allan   | SFIO      | 20,14        | 57,19       | 36     |
| Liste socialiste                                      |               |           | 20,14        | 57,19       | 36     |
|                                                       | Docteur Vigné | ARD - ALP | 44,60        | 42,81       | 0      |
| Liste d'Union républicaine et des Intérêts Municipaux |               |           | 44,60        | 42,81       | 0      |